# Enver Soobzokov
Enver Soobzokov (in arabo انفر شوابسوقة‎?; Laguna Beach, 6 novembre 1984) è un ex cestista statunitense naturalizzato giordano.

## Carriera
Con la Giordania ha disputato i Campionati mondiali del 2010 e tre edizioni dei Campionati asiatici (2007, 2009, 2011).